# چارلز او هابو
چارلز اوون "اسکورچ" هابو (به انگلیسی: Charles Owen "Scorch" Hobaugh) فضانورد اهل کشور ایالات متحده آمریکا است که در ۵ نوامبر ۱۹۶۱ میلادی در بار هاربر، مین زاده شد. وی در مأموریت اس‌تی‌اس-۱۰۴، اس‌تی‌اس-۱۱۸، اس‌تی‌اس-۱۲۹ حضور داشته است.